# 尼克·泰勒
尼克·泰勒（Nick Taylor，1988年4月14日—）是一位加拿大高爾夫球選手。他畢業於華盛頓大學，曾經贏得2007年加拿大業餘錦標賽冠軍。2008年，泰勒參加了美國公開賽的賽事。他在這一年還參加了RBC加拿大公開賽。